# Mistrzostwa Świata we Wspinaczce Sportowej 1997
Mistrzostwa Świata we Wspinaczce Sportowej 1997 – 4. edycja mistrzostw świata we wspinaczce sportowej, która odbyła się w dniu 1 lutego 1997 we francuskim Paryżu. Podczas zawodów wspinaczkowych zawodnicy i zawodniczki rywalizowali w 4 konkurencjach.

## Konkurencje
Mężczyźni
- prowadzenie i wspinaczka na czas

Kobiety
- prowadzenie oraz wspinaczka na czas

## Uczestnicy
Zawodnicy i zawodniczki podczas zawodów wspinaczkowych w 1997 roku rywalizowali w 4 konkurencjach. Łącznie do mistrzostw świata zgłoszonych zostało 197 wspinaczy (każdy zawodnik miał prawo startować w każdej konkurencji o ile do niej został zgłoszony i zaakceptowany przez IFCS oraz organizatora zawodów). 
| Lp.   |           | ↓ Uczestnicy – konkurencje → |     | prowadzenie | na czas |
| ----- | --------- | ---------------------------- | --- | ----------- | ------- |
| 1.    | Mężczyźni | 89                           | 43  |             |         |
| 2.    | Kobiety   | 42                           | 23  |             |         |
| Razem | Razem     | Razem                        | 131 | 66          |         |

### Reprezentacja Polski
- Kobiety:
  - w prowadzeniu; Iwona Gronkiewicz-Marcisz była 18, a Renata Piszczek zajęła 29 miejsce,
  - we wspinaczce na czas; Renata Piszczek była sklasyfikowana na 5-8 miejscu, Urszula Wróbel była 15, a Eliza Czerwińska 18.
- Mężczyźni:
  - w prowadzeniu; Tomasz Oleksy zajął 51, a Łukasz Müller był 65, Adam Liana był 66, a Jakub Rozbicki był sklasyfikowany na 79 miejscu.
  - we wspinaczce na czas; Tomasz Oleksy zajął 5-7 m., a Lukasz Müller był sklasyfikowany na 11-12 miejscu.

## Medaliści
| Konkurencja        | Złoto                      | Srebro                           | Brąz                       |
| ------------------ | -------------------------- | -------------------------------- | -------------------------- |
| Mężczyźni          |                            |                                  |                            |
| prowadzenie        | Francja · François Petit   | Stany Zjednoczone · Chris Sharma | Francja · François Legrand |
| wspinaczka na czas | Hiszpania · Daniel Andrada | Ukraina · Jewhen Krywoszejcew    | Rosja · Dmitrij Byczkow    |
| Kobiety            |                            |                                  |                            |
| prowadzenie        | Francja · Liv Sansoz       | Belgia · Muriel Sarkany          | Niemcy · Marietta Uhden    |
| wspinaczka na czas | Rosja · Tatjana Rujga      | Rosja · Irina Zajcewa            | Rosja · Olga Bibik         |

## Wyniki

### Prowadzenie
| Mężczyźni | Mężczyźni             | Mężczyźni         |
| --------- | --------------------- | ----------------- |
| Miejsce   | Zawodnik              | Państwo           |
| złoto     | François Petit        | Francja           |
| srebro    | Chris Sharma          | Stany Zjednoczone |
| brąz      | François Legrand      | Francja           |
| 4         | Jean-Baptiste Tribout | Francja           |
| 5         | Elie Chevieux         | Szwajcaria        |
| 6         | Yuji Hirayama         | Japonia           |
| 7         | Christian Core        | Włochy            |
| 8         | Arnaud Petit          | Francja           |
| 9         | Daniel Andrada        | Hiszpania         |
| 10        | Frederic Sarkany      | Belgia            |

| Kobiety | Kobiety            | Kobiety |
| ------- | ------------------ | ------- |
| Miejsce | Zawodniczka        | Państwo |
| złoto   | Liv Sansoz         | Francja |
| srebro  | Muriel Sarkany     | Belgia  |
| brąz    | Marietta Uhden     | Niemcy  |
| 4       | Wiera Czereszniewa | Rosja   |
| 5       | Stéphanie Bodet    | Francja |
| 6       | Laurence Guyon     | Francja |
| 7       | Cécile Avezou      | Francja |
| 8       | Luisa Iovane       | Włochy  |
| 9       | Jelena Czoumiłowa  | Rosja   |
| 10      | Marie Guillet      | Francja |

### Wspinaczka na czas
| Mężczyźni | Mężczyźni           | Mężczyźni         |
| --------- | ------------------- | ----------------- |
| Miejsce   | Zawodnik            | Państwo           |
| złoto     | Daniel Andrada      | Hiszpania         |
| srebro    | Jewhen Krywoszejcew | Ukraina           |
| brąz      | Dmitrij Byczkow     | Rosja             |
| 4         | Hans Florine        | Stany Zjednoczone |
| 5         | Tomasz Oleksy       | Polska            |
| 5         | Ołeksandr Paukajew  | Ukraina           |
| 5         | Kajrat Rachmietow   | Kazachstan        |
| 8         | Gareth Parry        | Stany Zjednoczone |
| 9         | Andrij Wedenmiejer  | Ukraina           |
| 10        | Saławat Rachmietow  | Rosja             |

| Kobiety | Kobiety               | Kobiety |
| ------- | --------------------- | ------- |
| Miejsce | Zawodniczka           | Państwo |
| złoto   | Tatjana Rujga         | Rosja   |
| srebro  | Irina Zajcewa         | Rosja   |
| brąz    | Olga Bibik            | Rosja   |
| 4       | Marie Dutray          | Francja |
| 5       | Kim Anthoni           | Belgia  |
| 5       | Jitka Kuhngaberová    | Czechy  |
| 5       | Majia Piratinska      | Rosja   |
| 5       | Renata Piszczek       | Polska  |
| 9       | Zosia Podgorbounskicz | Rosja   |
| 10      | Ołena Riepko          | Ukraina |

## Klasyfikacja medalowa
* Organizator zawodów został zaznaczony tym kolorem.
|                   |                   |                   |   |   |   |    |   |   |   |   |   |   |
| 1                 | Francja           | 2                 | 0 | 1 | 3 | 1  | 0 | 1 | 1 | 0 | 0 |   |
| 2                 | Rosja             | 1                 | 1 | 2 | 4 | 0  | 0 | 1 | 1 | 1 | 1 |   |
| 3                 | Hiszpania         | 1                 | 0 | 0 | 1 | 1  | 0 | 0 | 0 | 0 | 0 |   |
| 4                 | Belgia            | 0                 | 1 | 0 | 1 | 0  | 0 | 0 | 0 | 1 | 0 |   |
| 4                 | Stany Zjednoczone | 0                 | 1 | 0 | 1 | 0  | 1 | 0 | 0 | 0 | 0 |   |
| 4                 | Ukraina           | 0                 | 1 | 0 | 1 | 0  | 1 | 0 | 0 | 0 | 0 |   |
| 7                 | Niemcy            | 0                 | 0 | 1 | 1 | 0  | 0 | 0 | 0 | 0 | 1 |   |
| Ogółem (7 państw) | Ogółem (7 państw) | Ogółem (7 państw) | 4 | 4 | 4 | 12 | 2 | 2 | 2 | 2 | 2 | 2 |

Źródło: